# إدوارد د. باكا
إدوارد د. باكا (بالإنجليزية: Edward D. Baca) هو عسكري أمريكي، ولد في 27 يوليو 1938 في سانتا فيه في الولايات المتحدة.